# Кушелевская, Елена Ильинична
Елена Ильинична Кушелевская (1855 — 19..) — социал-демократ, член Бунда.

## Биография
Кушелевская (по мужу Гурвич), Елена Ильинична (Эльяшевна), еврейка, дочь потомственного почетного гражданина Ельяша Самуиловича Кушелевского, жена Исаака Ароновича Гурвича. Родилась в г. Несвиж (Минская губерния) в 1855 г. Была студенткой Бернского университета. Арестована в сентябре 1879 г. в Петербурге на квартире Исаака Гурвича, в связи с делом Кавского (организация тайной литографии); привлечена к дознанию по этому делу, возникшему 16 сентября 1879 г., и содержалась под стражей с 16 по 27 сентября 1879 г. По распоряжению начальника Петербургского губернского жандармского управления от 10 октября 1879 г. подчинена надзору полиции, и в декабре того же года выслана в Минск. По выс. пов. 30 апреля 1880 г. дело о ней прекращено. Впоследствии входила в партию "Бунд "; в 1898 г. состояла под надзором полиции.

## Семья
- Брат — Зундель Эльяшевич Кушелевский — врач в Верхотурье
- Брат — Саул Эльяшевич Кушелевский (1852—?) — врач

## Избранное
Материалы для истории еврейск. рабочего движения. Вып. I, стр. 43. М., 1922. — Н. Бухбиндер

История еврейск. рабочего движения (Ук.). — Ю. Оксман, «Кат. и Сс.» 1925, II (15), 138 (Всев. Гаршин в дни «диктатуры сердца»).